# Symbrenthia sinoides
Symbrenthia sinoides är en fjärilsart som beskrevs av Hall 1935. Symbrenthia sinoides ingår i släktet Symbrenthia och familjen praktfjärilar. Inga underarter finns listade i Catalogue of Life.